# Jó garas
A jó garas (németül: Gute Groschen) észak- és közép-német pénzegység volt, a tallér 1/24 része (0,696 gramm színezüsttartalommal), szemben a gyengébb máriás garassal, mely a tallér 1/36 része volt (0,464 gramm színezüsttartalommal). A Hannoveri Királyság még a 19. század közepén is vert négyszeres, kétszeres és egyszeres jó garasokat.